# Stadionul Ion Oblemenco (1967)
Stadionul Ion Oblemenco a fost un stadion multifuncțional din Craiova, România. Acesta a fost folosit în special pentru meciuri de fotbal și a fost terenul propriu al Universității Craiova (toate cele trei iterații: CS Universitatea Craiova (1948), FC Universitatea Craiova, CS Universitatea Craiova (2013)).
Stadionul a avut o capacitate de 25.252 de locuri pe scaune înainte de a fi demolat. A fost cunoscut până în 1996 sub numele Stadionul Central.
Stadionul a fost demolat în întregime în iulie 2015 și a fost înlocuit cu unul modern cu peste 30.000 de locuri care a fost deschis în noiembrie 2017.

## Istoric

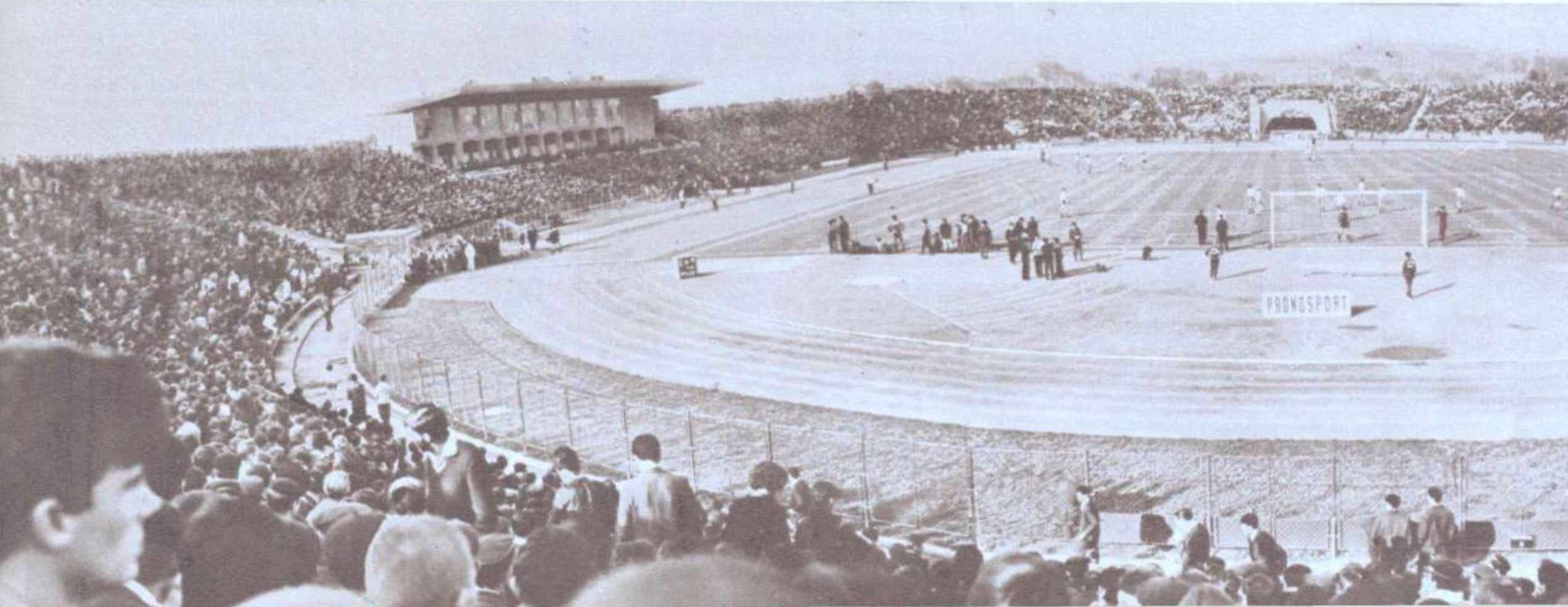
Stadionul „Central” în 1967

Stadionul Central a fost construit pentru a înlocui vechiul stadion Tineretului și a fost inaugurat la 29 octombrie 1967, cu ocazia unui meci dintre echipele de tineret ale României și Poloniei. 
În 1991 a fost construită instalația de nocturnă (nefuncțională până în anul 2002), în 2002 băncile de lemn au fost înlocuite cu scaune din plastic. Pe 28 noiembrie 2002, Universitatea Craiova a efectuat primul antrenament la lumina reflectoarelor, antrenament la care au asistat circa 2.000 de spectatori. Pe 29 noiembrie 2002 a avut loc inaugurarea oficială a nocturnei în fața a 15.000 de spectatori, iar pe 30 noiembrie 2002 s-a jucat primul meci în nocturnă: Universitatea Craiova - Ceahlăul Piatra-Neamț (0-0), partidă la care au asistat circa 40.000 de spectatori.
La începutul sezonului 2007-2008, tribuna oficială și vestiarele stadionului au fost renovate, precum și pista de atletism. În returul aceluiași sezon s-au demarat alte lucrări de modernizare a arenei ce constau în achiziționarea și montarea a 25.000 de scaune noi, achiziționarea și montarea unei tabele ultramoderne, dar și înlocuirea gazonului.
În decembrie 2014, stadionul a fost închis după meciul CSU Craiova - Steaua București (0-1), iar la începutul anului 2015 stadionul a intrat în proces de demolare, și în locul său a fost construită o arenă sportivă modernă cu o capacitate de peste 30.000 de locuri.

## Meciuri
Pe Stadionul Ion Oblemenco a evoluat de mai multe ori echipa națională a României: în 1972 România-Austria (1-1), în 1979 România-Spania (2-2), în 1984 România-Grecia (2-0), în 1985 România-Turcia (3-0), în 2003: România-Bosnia (2-0) iar în 2004 România-Macedonia (2-1). Câteva din cele mai importante echipe de club ale europei care au jucat împotriva Universității Craiova pe acest stadion sunt: ACF Fiorentina, Steaua Roșie Belgrad, Leeds United, Inter Milan, Bayern München, Real Betis, Olympiakos Pireu AS Monaco, Galatasaray SK și Borussia Dortmund. Cel mai important meci disputat pe Stadionul Ion Oblemenco rămâne semifinala Cupei UEFA din 1983, Universitatea Craiova - Benfica Lisabona (1-1). Deține de asemenea și recordul de spectatori la un antrenament al echipei naționale (15.000), în 2003.
Echipa națională de fotbal a României a disputat după 2000 pe acest stadion următoarele meciuri:
| #  | Data              | Scor | Oponent               | Competiția                                             |
| -- | ----------------- | ---- | --------------------- | ------------------------------------------------------ |
| 1. | 7 iunie 2003      | 2–0  | Bosnia și Herțegovina | Preliminariile Campionatului European de Fotbal 2004   |
| 2. | 4 septembrie 2004 | 2–1  | Macedonia de Nord     | Calificările pentru Campionatul Mondial de Fotbal 2006 |

## Galerie foto

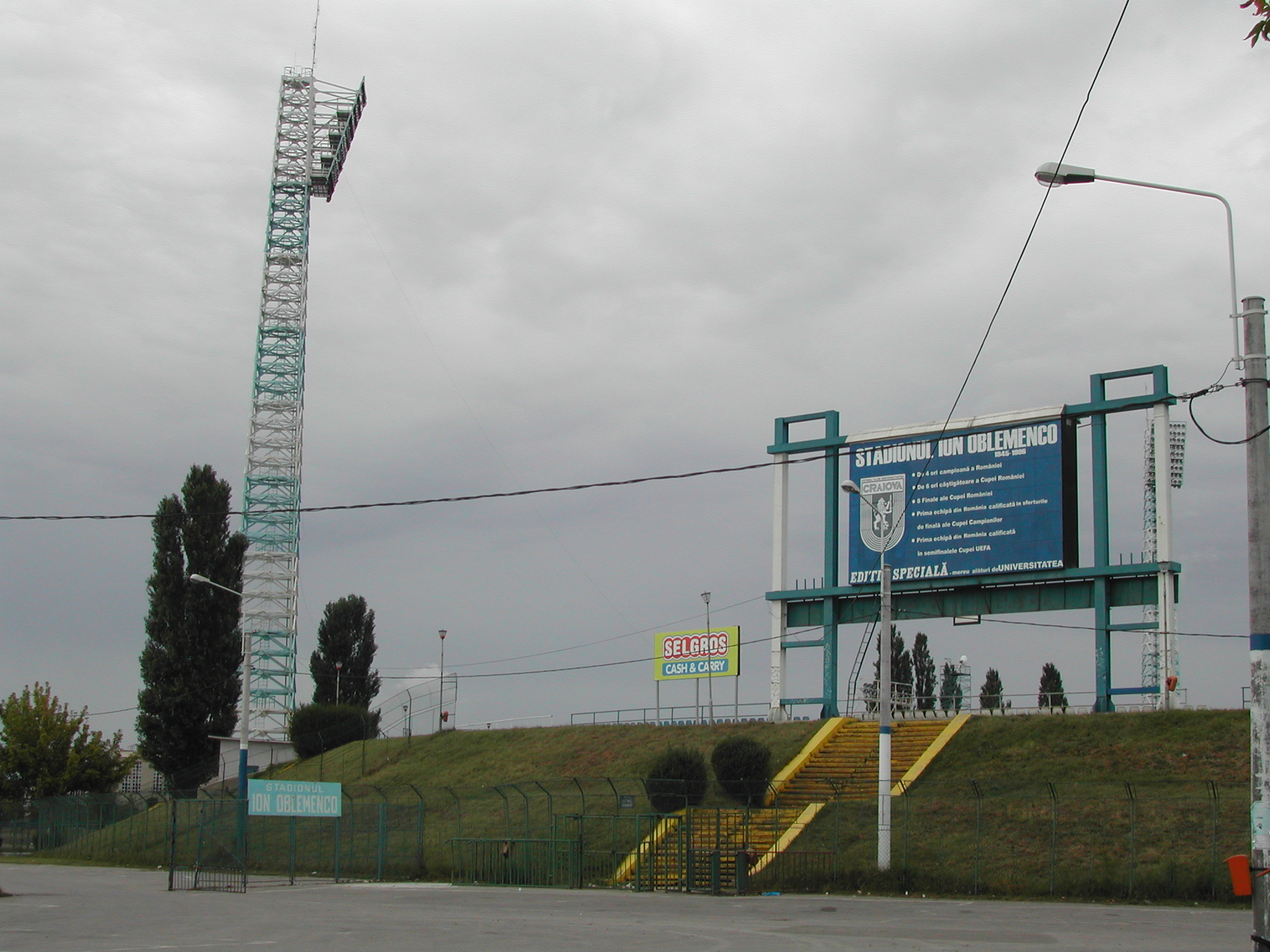
Intrare
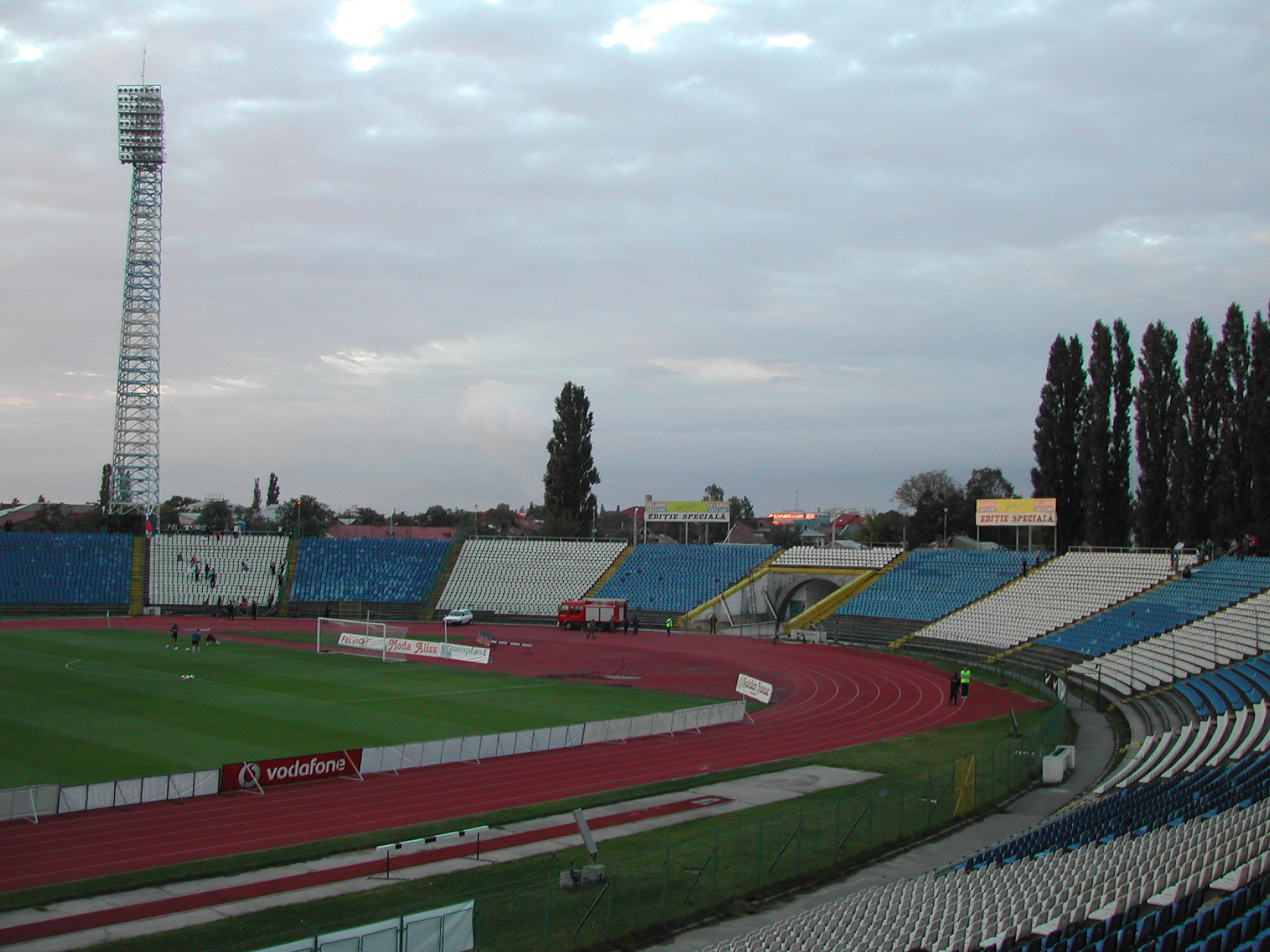
Ion Oblemenco în 2006
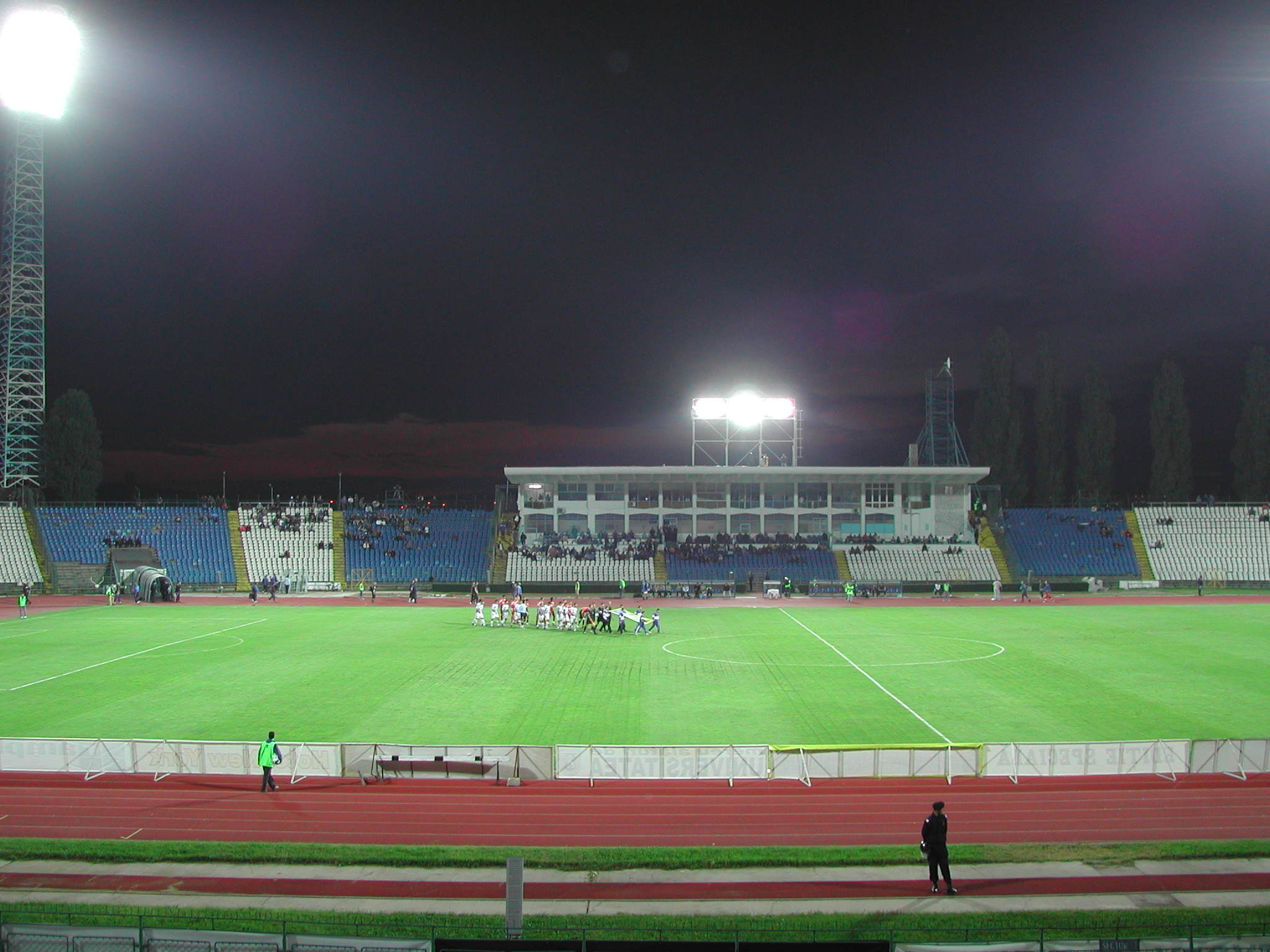
Tribună
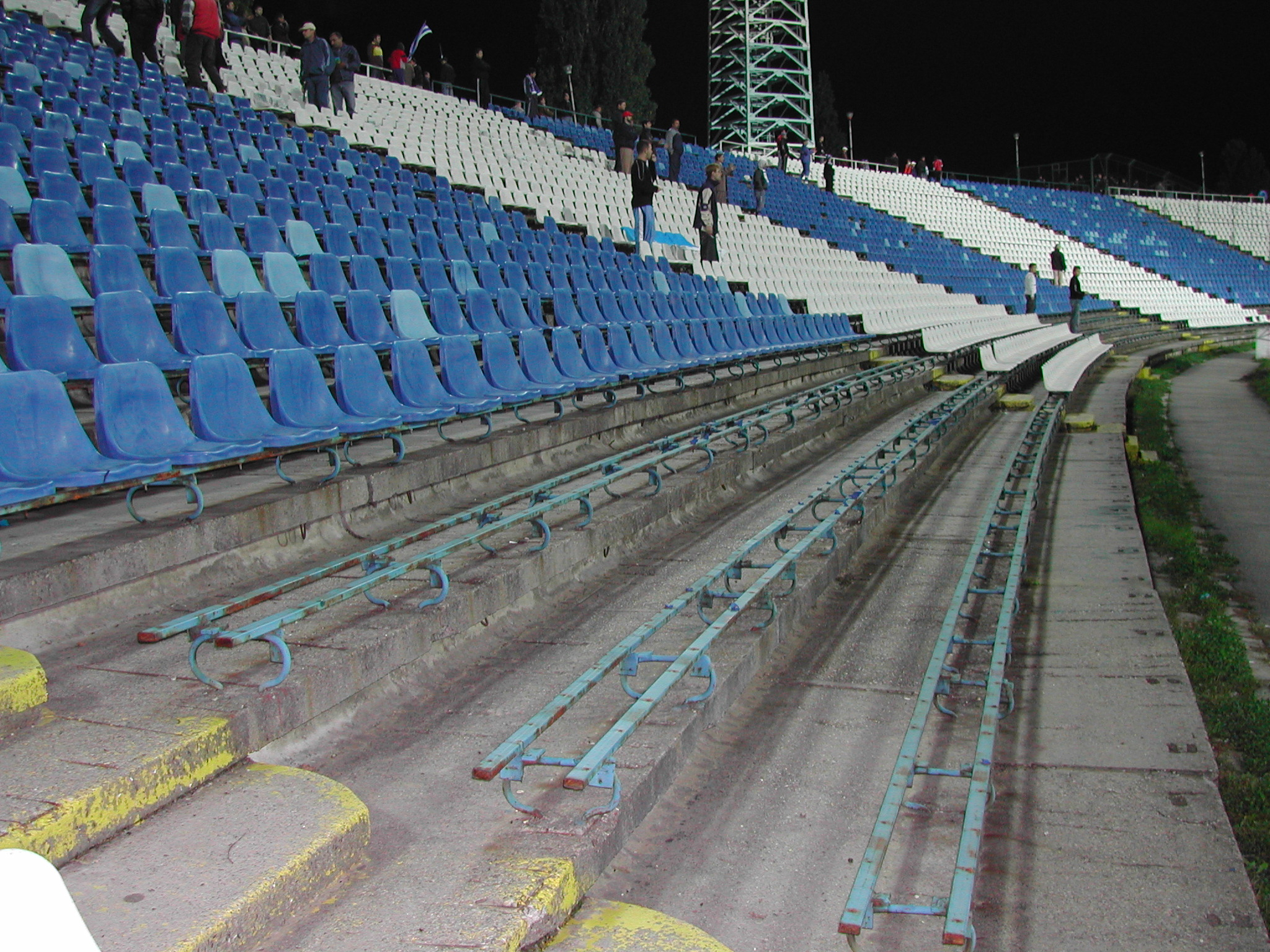
Scaune lipsă
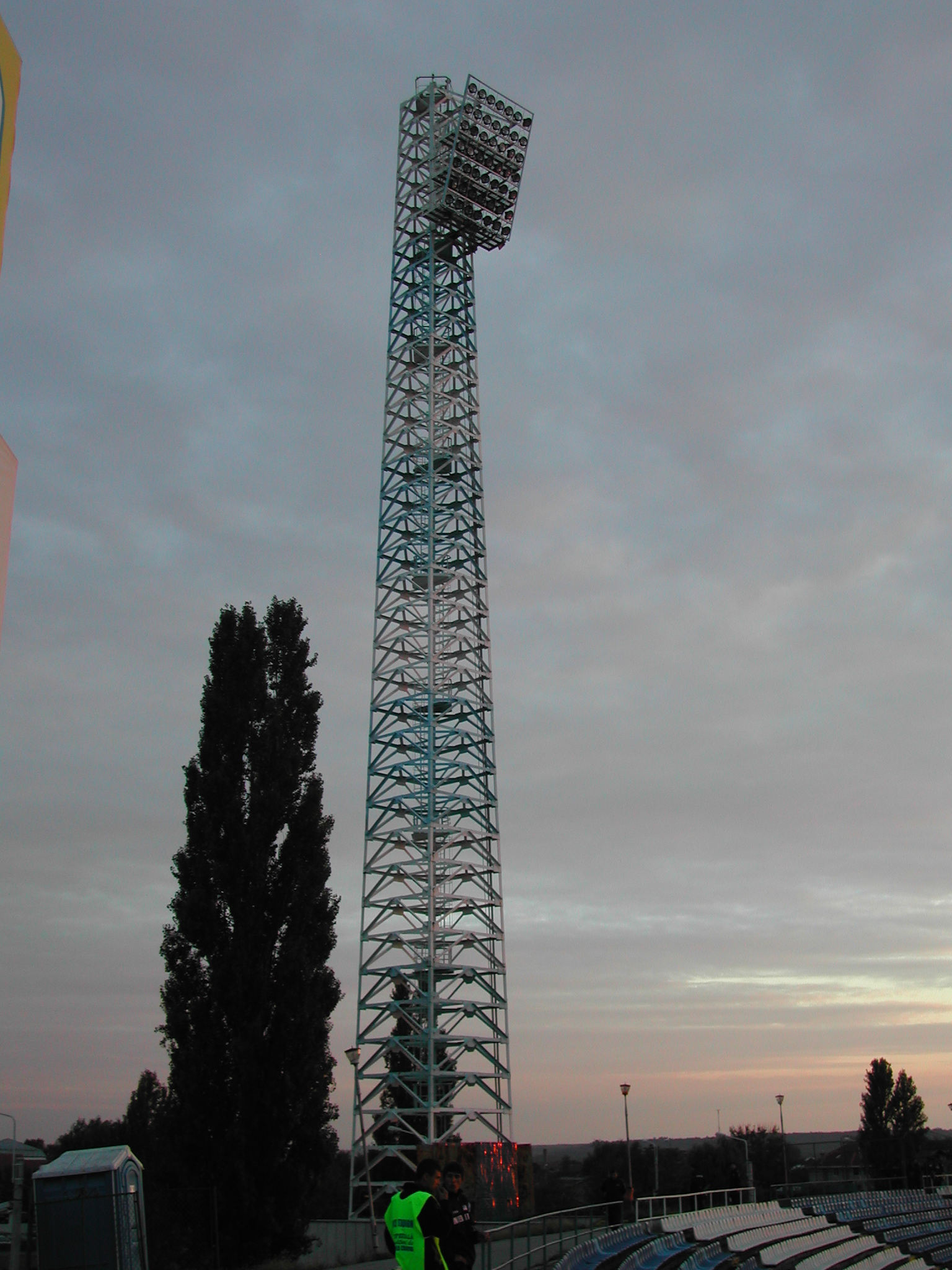
Stâlp de nocturnă
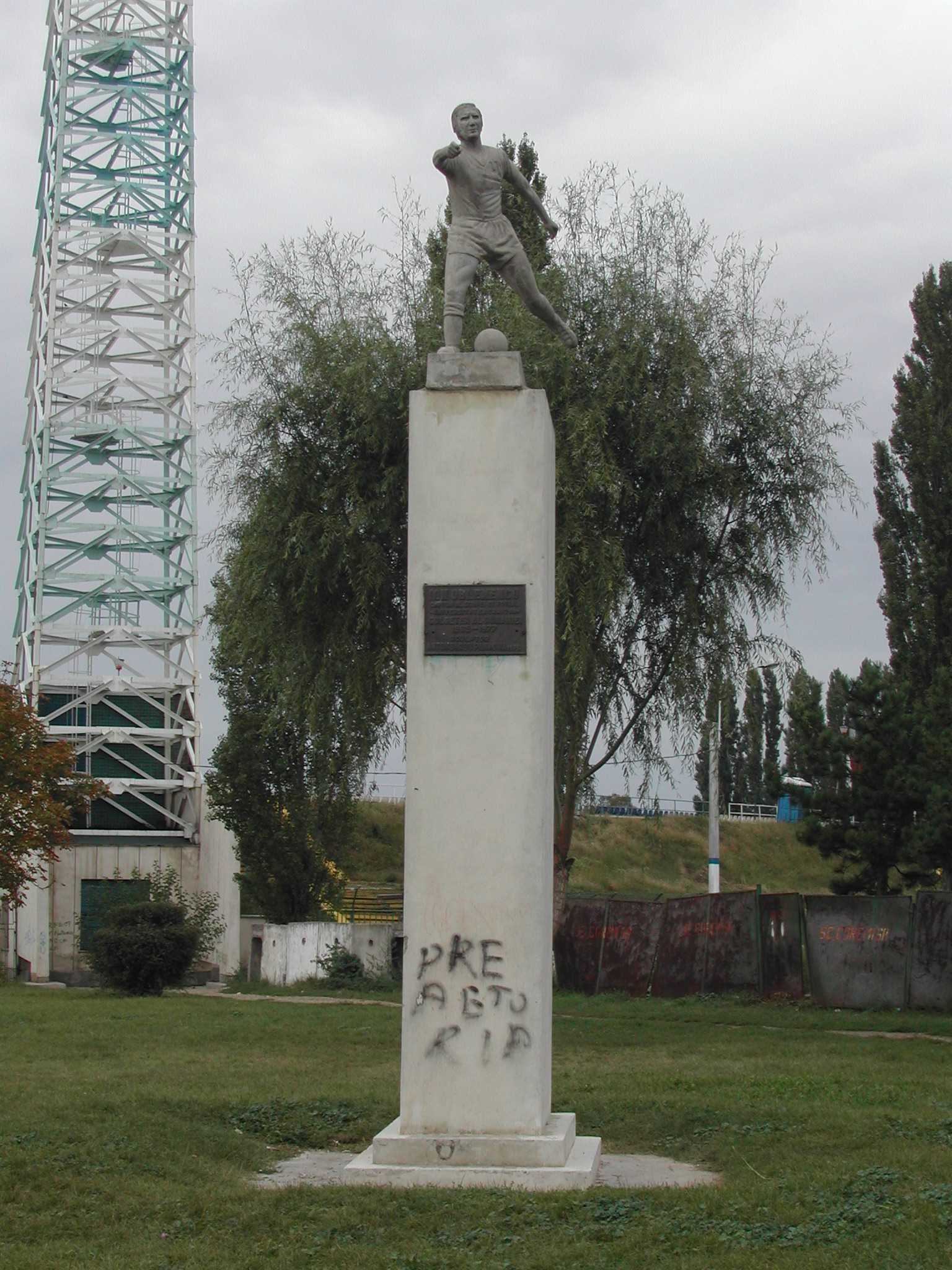
Statuia lui Ion Oblemenco din fața stadionului